# Сонали (Сарикольський район)
Сонали́ (каз. Соналы) — село у складі Сарикольського району Костанайської області Казахстану. Входить до складу Тагільського сільського округу.
Населення — 228 осіб (2021; 274 у 2009, 340 у 1999, 362 у 1989).